# Afzelia bipindensis
Afzelia bipindensis (tên bản địa thông thường apa) là một loài cây gỗ rừng mưa có giá trị kinh tế thuộc họ Fabaceae. Loài này có ở Angola, Cameroon, Cộng hòa Trung Phi, Cộng hòa Congo, Cộng hòa Dân chủ Congo, Gabon, Nigeria, và Uganda.
Chúng hiện đang bị đe dọa vì mất môi trường sống.